# Ивановка (Ставропольский край)
Ивановка — упразднённый хутор в Кировском районе Ставропольского края. Располагался в 3 км северо-западнее села Новосредненского. В настоящее время на его месте находится урочище Ивановка.

## История
Основан в 1910 году:20 как меннонитско-лютеранское поселение, входил в Пятигорский отдел Терской области. В 1924 году включён в состав Георгиевского района, образованного из волостей и сёл Георгиевского, Пятигорского, Моздокского, Александровского и Свято-Крестовского уездов.
В списке населённых мест Северо-Кавказского края за 1925 год упоминается как колония Ново-Ивановская в составе Урухского сельсовета Георгиевского района Терского округа:340. Согласно тому же источнику, Ново-Ивановская располагалась в 12 верстах от центра сельсовета — станицы Урухской; в колонии насчитывалось 13 дворов и 79 жителей, работала начальная школа:341. В списке за 1926 год — колония Ивановская в составе Новосредненского сельсовета, с 29 дворами и 92 жителями (из них 80 — немцы, 7 — персы):309. На пятивёрстной карте Кавказа населённый пункт подписан как Ивановка.
В советское время на территории Ивановки размещалось хозяйство № 4 колхоза «Коммаяк».
С августа 1942 года хутор находился в оккупации. Освобождён 8 января 1943 года.
В 1970 году передан из состава Георгиевского района Ставропольского края во вновь образованный Кировский район. Снят с учёта решением Ставропольского краевого совета от 25 ноября 1971 года № 944.